# Bramlette McClelland
Bramlette McClelland (* 16. Dezember 1920 in Newnan, Georgia; † 14. April 2010 in Houston, Texas) war ein US-amerikanischer Bauingenieur (Geotechnik).
McClelland wuchs in Fayetteville (Arkansas) auf und studierte Bauingenieurwesen an der University of Arkansas (Bachelor 1940) und an der Purdue University (Master-Abschluss 1942). Danach ging er nach Houston, um am San Jacinto River Project zu arbeiten. 1946 gründete er eine eigene Firma, Greer and McClelland, aus der 1955 McClelland Engineers wurde. Die Firma hatte in den 1980er Jahren über 800 Angestellte und Niederlassungen in London, Singapur, Dubai, Jakarta und Saudi-Arabien und spezialisierte sich insbesondere auf Offshore-Gründungen (Bohrinseln), war aber auch im Raum Houston sehr aktiv, wo viele Hochhausgründungen von ihnen betreut wurden, unter anderem die Gründung des Texas Commerce Tower (J. P. Morgan Chase Tower). 1991 ging er in den Ruhestand und lebte außer in Houston auf seiner Ranch bei New Waverly in Texas.
1972 hielt er die Terzaghi Lecture (Design of Deep Penetration Piles for Ocean Structures). Er war Mitglied der National Academy of Engineering und wurde zum Distinguished Member der American Society of Civil Engineers (ASCE) ernannt. 1959 erhielt er den James Laurie Preis der ASCE und 1971 den State of the Art Award der ASCE. 1986 und 1994 erhielt er die Offshore Conference Distinguished Achievement Award. Er war Ehrendoktor der Purdue University.
Er war verheiratet und hatte fünf Kinder.